# Уиннебейго (округ, Висконсин)
Округ Уиннебейго (англ. Winnebago County) располагается в штате Висконсин, США. Официально образован в 1840 году. По состоянию на 2010 год, численность населения составляла 166 994 человек.

## География
По данным Бюро переписи США, общая площадь округа равняется 1499,611 км2, из которых 1124,061 км2 суша и 372,960 км2 или 24,900 % это водоёмы.

## Население
По данным переписи населения 2000 года в округе проживает 156 763 жителей в составе 61 157 домашних хозяйств и 39 568 семей. Плотность населения составляет 138,00 человек на км2. На территории округа насчитывается 64 721 жилых строений, при плотности застройки около 57,00-ми строений на км2. Расовый состав населения: белые — 94,92 %, афроамериканцы — 1,12 %, коренные американцы (индейцы) — 0,46 %, азиаты — 1,84 %, гавайцы — 0,02 %, представители других рас — 0,72 %, представители двух или более рас — 0,92 %. Испаноязычные составляли 1,96 % населения независимо от расы.
В составе 31 % от общего числа домашних хозяйств проживают дети в возрасте до 18 лет, 53 % — супружеские пары, проживающие вместе, 8,3 % — незамужние женщины, 35,3 % домашних хозяйств не имеют отношения к семьям, 27,6 % — состоят из одного человека, 9,9 % — из престарелых (65 лет и старше), проживающих в одиночестве. Средний размер домашнего хозяйства составляет 2,43 человека, средний размер семьи — 2,99 человека.
Возрастной состав округа: 23,8 % моложе 18 лет, 11,8 % — от 18 до 24, 30,4 % — от 25 до 44, 21,5 % — от 45 до 64 и 12,5 % — от 65 и старше. Средний возраст жителя округа составляет 35 лет. На каждые 100 женщин приходится 99,4 мужчины. На каждые 100 женщин старше 18 лет приходится 97,8 мужчин.